# Mauro Baldi
Mauro Giuseppe Baldi (Reggio Emilia, 31 gennaio 1954) è un ex pilota automobilistico italiano di Formula 1.

## Carriera

### Le formule minori
Baldi fece il suo debutto nei rally nel 1972, prima di passare alle corse su pista, esordendo nel 1975 nella Coppa Italia Renault 5. Nel 1977 vinse titolo italiano ed europeo Renault 5, grazie ai quali Renault finanzia il passaggio in Formula 3 nel 1978.
Riuscì ad emergere e nel 1980 era diventato un pilota di Formula 3 di successo, vincendo il Gran Premio di Monaco; successivamente vinse nel 1981 il campionato europeo di Formula 3 vincendo otto gare con una March-Alfa Romeo Euroracing sponsorizzata da Marlboro.

### Formula 1
Nel 1982 fu ingaggiato in Formula 1 dal team Arrows e successivamente nel 1983 dalla Alfa Romeo, giungendo quinto a Zandvoort a bordo della Alfa Romeo 183T.
Nel 1984 Benetton divenne lo sponsor del team Alfa Romeo e Baldi perse il posto; guidò per il piccolo team Spirit nel 1984 e nel 1985.
Nel 1986, venne ingaggiato dal nuovo team svedese Ekström Racing iscrivendosi al solo Gran Premio di San Marino, ma a causa degli enormi debiti la squadra non prenderà mai il via.

### Sportprototipi

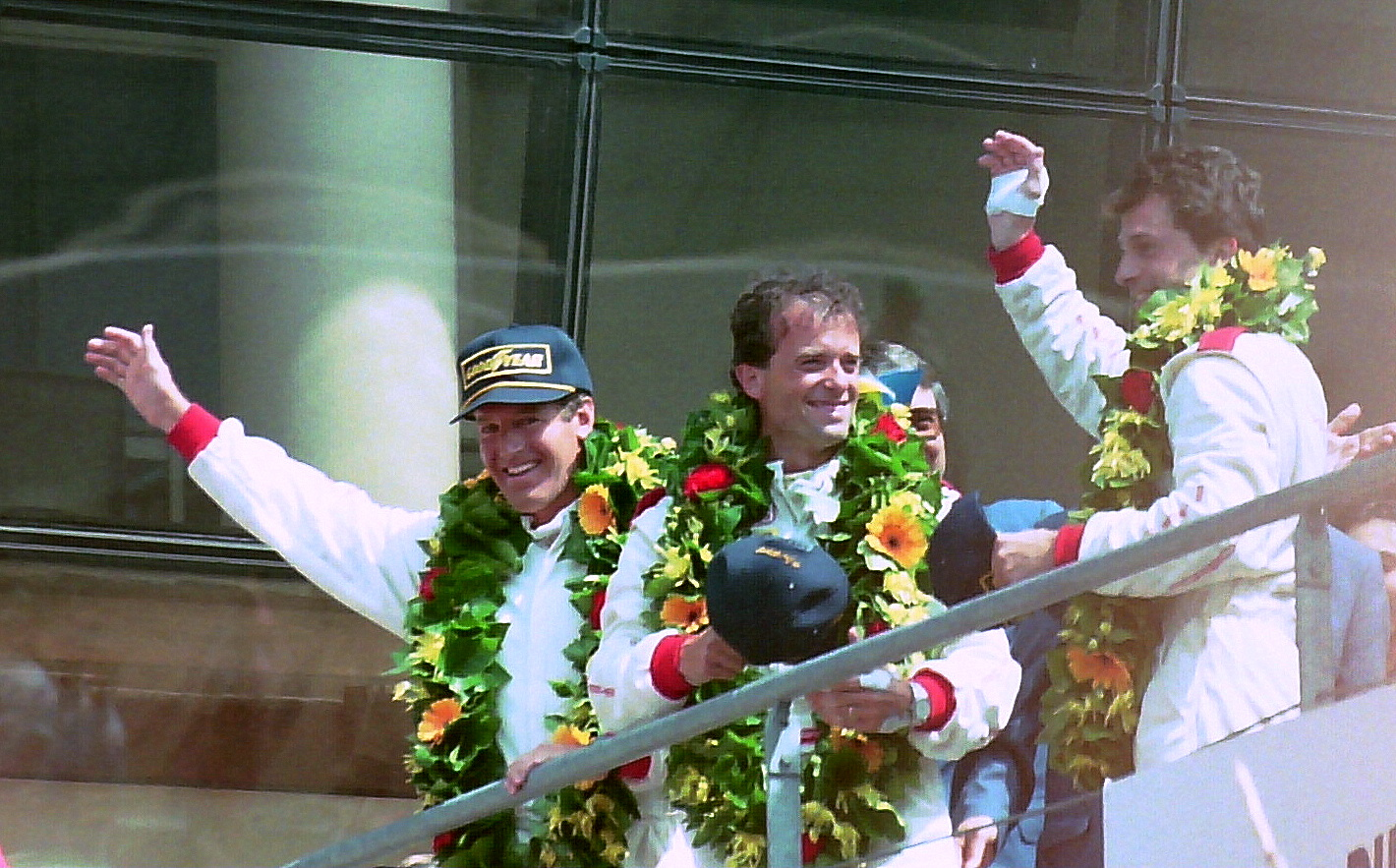
Da sinistra: Hurley Haywood, Baldi e Yannick Dalmas, vincitori della 24 Ore di Le Mans (1994).

Dopo la Formula 1, fu protagonista di una brillante carriera con gli sportprototipi guidando nei vari anni Lancia (la LC2), Porsche, Sauber e Peugeot, vincendo il Campionato mondiale sportprototipi nel 1990 a bordo della Mercedes-Benz C11.
Nello stesso anno prese in carico la maggior parte dei test per il progetto del Modena Team in F1.
Vinse la 24 Ore di Le Mans nel 1994 su Dauer-Porsche 962, insieme a Yannick Dalmas e Hurley Haywood. Ha inoltre vinto per due volte la 24 Ore di Daytona, nel 1998 su Ferrari 333 SP e nel 2002 su Dallara-Judd, nonché la 12 Ore di Sebring sempre nel 1998.
Tra le altre sue esperienze sportive annovera la partecipazione al campionato statunitense dell'IMSA.

## Risultati completi in F1
| 1982 | Scuderia | Vettura |    |    |    |  |    |    |     |   |   |   |     |     |   |    |    |    |  | Punti | Pos. |
| ---- | -------- | ------- | -- | -- | -- |  | -- | -- | --- | - | - | - | --- | --- | - | -- | -- | -- |  | ----- | ---- |
| 1982 | Arrows   | A4 e A5 | NQ | 10 | NQ |  | NC | NQ | Rit | 8 | 6 | 9 | Rit | Rit | 6 | NQ | 11 | 12 |  | 2     | 25º  |

| 1983 | Scuderia   | Vettura |     |     |     |    |   |     |    |    |   |     |     |   |     |     |     |  |  | Punti | Pos. |
| ---- | ---------- | ------- | --- | --- | --- | -- | - | --- | -- | -- | - | --- | --- | - | --- | --- | --- |  |  | ----- | ---- |
| 1983 | Alfa Romeo | 183T    | Rit | Rit | Rit | 10 | 6 | Rit | 12 | 10 | 7 | Rit | Rit | 5 | Rit | Rit | Rit |  |  | 3     | 16º  |

| 1984 | Scuderia | Vettura |     |   |     |   |     |    |  |  |  |  |  |  |  |  |   |    |  | Punti | Pos. |
| ---- | -------- | ------- | --- | - | --- | - | --- | -- |  |  |  |  |  |  |  |  | - | -- |  | ----- | ---- |
| 1984 | Spirit   | 101B    | Rit | 8 | Rit | 8 | Rit | NQ |  |  |  |  |  |  |  |  | 8 | 15 |  | 0     |      |

| 1985 | Scuderia | Vettura |     |     |     |  |  |  |  |  |  |  |  |  |  |  |  |  |  | Punti | Pos. |
| ---- | -------- | ------- | --- | --- | --- |  |  |  |  |  |  |  |  |  |  |  |  |  |  | ----- | ---- |
| 1985 | Spirit   | 101D    | Rit | Rit | Rit |  |  |  |  |  |  |  |  |  |  |  |  |  |  | 0     |      |

| 1986 | Scuderia       | Vettura |  |  |    |  |  |  |  |  |  |  |  |  |  |  |  |  |  | Punti | Pos. |
| ---- | -------------- | ------- |  |  | -- |  |  |  |  |  |  |  |  |  |  |  |  |  |  | ----- | ---- |
| 1986 | Ekström Racing | GP86-01 |  |  | NA |  |  |  |  |  |  |  |  |  |  |  |  |  |  | 0     |      |

| Legenda | 1º posto     | 2º posto | 3º posto    | A punti         | Senza punti/Non class.  | Grassetto – Pole position Corsivo – Giro più veloce |
| Legenda | Squalificato | Ritirato | Non partito | Non qualificato | Solo prove/Terzo pilota | Grassetto – Pole position Corsivo – Giro più veloce |

## Oltre lo sport
Baldi è anche salito agli onori delle cronache per una contestazione fiscale elevata dallo Stato Italiano, accomunato in questo ad un altro sportivo famoso come Valentino Rossi.